# 25604 Карлін
25604 Карлін (25604 Karlin) — астероїд головного поясу, відкритий 4 січня 2000 року.
Тіссеранів параметр щодо Юпітера — 3,293.